# لیدویل (کلرادو)
لیدویل (به انگلیسی: Leadville) شهری در ایالت کلرادو کشور ایالات متحده آمریکا است که جمعیت آن در سرشماری سال ۲۰۱۰ میلادی، ۲٬۶۰۲ نفر بوده‌است.